# Gyula Lóránt
Gyula Lóránt (Kőszeg, 6 de fevereiro de 1923 - 31 de maio de 1981) foi um futebolista e treinador húngaro, campeão olímpico. 

## Carreira
Gyula Lóránt fez parte do elenco medalha de ouro, nos Jogos Olímpicos de 1952. Ele fez parte do elenco da Seleção Húngara de Futebol, na Copa do Mundo de 1954.

## Títulos
- Vice - Copa do Mundo de 1954